# Francis Winnington
 (février 2022).
Si vous disposez d'ouvrages ou d'articles de référence ou si vous connaissez des sites web de qualité traitant du thème abordé ici, merci de compléter l'article en donnant les références utiles à sa vérifiabilité et en les liant à la section « Notes et références ».
Sir Francis Winnington (7 novembre 1634 - 1er mai 1700) est un avocat et homme politique anglais qui siège à la Chambre des communes à plusieurs reprises entre 1677 et 1698. Il est solliciteur général du roi Charles II.

## Biographie
Winnington entre au Middle Temple en 1656 et est admis au barreau en 1660 et est conseiller dans diverses procédures de Destitution parlementaires. En janvier 1672, il devient procureur général du frère du roi, le duc d'York et est fait chevalier le 16 décembre 1672[pas clair]. Il est nommé solliciteur général en 1675 et choisi comme député de Windsor lors d'une élection partielle au Parlement cavalier en 1677 sur recommandation du roi,.
Pendant l'hystérie du complot papiste, les allégeances de Winnington changent et il participe à la destitution de Thomas Osborne (1er duc de Leeds). Cela conduit à sa destitution en tant que solliciteur général. Cependant, il est élu député de Worcester en 1679 (deux fois) et de nouveau en 1681. Pendant que le Parlement ne siège pas, il défend des alliés politiques de la cour et aussi la ville qu'il représente lorsque sa société est attaquée par la procédure Quo warranto, ainsi qu'Oxford. Il est élu député de Tewkesbury en 1689, 1692 et 1695, bien qu'il n'ait pas initialement sollicité le siège .

## Famille
Winnington épouse d'abord Elizabeth Herbert de Powick, il a une fille Elizabeth qui épouse en 1676 Richard Dowdeswell de Bushbury, son collègue dans la représentation de Tewkesbury[pas clair].
Il se remarie avec Elizabeth, fille d'Edward Salwey et troisième et plus jeune sœur et cohéritière d'Edward Salwey, qui lui amène Stanford Court à Stanford on Teme, Worcestershire. Ils ont quatre fils et trois filles[pas clair] dont Salwey Winnington, Francis Winnington et Edward Winnington, plus tard Jeffreys.